# BlacKkKlansman
BlacKkKlansman là một bộ phim tội phạm tiểu sử hài kịch đen năm 2018 của Mỹ, do Spike Lee làm đạo diễn và được chắp bút bởi Charlie Wachtel, David Rabinowitz, Kevin Willmott cùng Lee, phỏng theo cuốn hồi ký Black Klansman của Ron Stallworth. Với sự góp mặt của John David Washington, Adam Driver, Laura Harrier và Topher Grace, bộ phim theo chân Ron Stallworth, sĩ quan da màu đầu tiên của sở cảnh sát thành phố Colorado Springs, Colorado cùng nhiệm vụ thâm nhập và vạch trần Tổ chức Ku Klux Klan sở tại.
Spike Lee, Raymond Mansfield, Shaun Redick, Sean McKittrick, Jason Blum và Jordan Peele là những người chịu trách nhiệm sản xuất bộ phim. QC Entertainment đã mua bản quyền chuyển thể của cuốn sách vào năm 2015. Sau đó, Lee ký hợp đồng với tư cách đạo diễn vào tháng 9 năm 2017. Phần lớn dàn diễn viên của phim đã gia nhập dự án vào tháng tiếp theo và quá trình quay phim chính thức khởi động ở tiểu bang New York.
BlacKkKlansman ra mắt lần đầu vào ngày 14 tháng 5 năm 2018 tại Liên hoan phim Cannes, nơi tác phẩm thắng giải Grand Prix. Phim được công chiếu tại Hoa Kỳ vào ngày 10 tháng 8 năm 2018, một ngày trước buổi lễ kỷ niệm đầu tiên của cuộc biểu tình Charlottesville 2017. Kể từ khi ra mắt, tác phẩm đã nhận được sự tán dương từ giới phê bình, trong đó họ dành những lời ca ngợi cho khâu chỉ đạo của Lee, diễn xuất của các diễn viên (đặc biệt là Washington và Driver) cùng đề tài hợp thời, đồng thời còn coi đây là màn tái xuất hoành tráng của Lee. Phim đã nhận được sáu đề cử tại Lễ trao giải Oscar lần thứ 91, bao gồm Phim hay nhất, Đạo diễn xuất sắc nhất (đề cử đạo diễn đầu tiên của Lee) cùng Nam diễn viên phụ xuất sắc nhất cho Driver, cuối cùng đã mang về tượng vàng ở hạng mục Kịch bản chuyển thể xuất sắc nhất, qua đó trở thành Giải Oscar đầu tiên mà Lee nhận được dưới hình thức cạnh tranh. Ngoài ra, bộ phim còn vinh dự được Viện phim Mỹ đưa vào danh sách Top 10 tác phẩm điện ảnh xuất sắc nhất năm 2018, cũng như góp mặt ở Giải Quả cầu vàng lần thứ 76 với bốn đề cử, gồm cả Phim chính kịch hay nhất.

## Nội dung
Vào năm 1972, Ron Stallworth trở thành sĩ quan da đen đầu tiên trong Sở cảnh sát Colorado Springs. Do cảm thấy chán nản và mệt mỏi khi làm trong phòng lưu trữ hồ sơ, nên anh xin sếp cho làm cảnh sát chìm. Sau đó, Stallworth được giao nhiệm vụ trà trộn vào một cuộc biểu tình địa phương, nơi nhà lãnh đạo dân quyền Kwame Ture (tên trước đó là Stokely Carmichael) phát biểu. Tại đó, anh làm quen với Patrice Dumas, chủ tịch Hội sinh viên da đen tại Đại học Colorado. Trong lúc Patrice chở Ture đến khách sạn của anh ta, thì Andy Landers, một sĩ quan phân biệt chủng tộc làm cùng chỗ với Stallworth, đến khám xét, đe dọa Ture và sờ soạng Patrice.
Sau cuộc biểu tình trên, Stallworth được chuyển sang bộ phận tình báo. Lúc nhìn thấy thông tin quảng cáo của một chi nhánh Ku Klux Klan địa phương trên báo, anh liền gọi điện đến đó và giả giọng thành người da trắng. Người nói chuyện với Stallworth ở bên kia đầu dây là Walter Breachway, chủ tịch của chi nhánh địa phương; khi kết thúc cuộc trò chuyện, viên cảnh sát nhanh chóng nhận ra rằng mình không chỉ sử dụng tên thật mà còn phải đi gặp các thành viên Klan. Khi ấy, Stallworth quyết định bắt tay với cộng sự người Do Thái của mình là Flip Zimmerman để anh ấy đóng giả thành Stallworth trong các cuộc gặp mặt, còn anh thì vẫn tiếp tục liên lạc với Walter qua điện thoại. Dưới danh tính của Stallworth, Zimmerman gặp Walter, Felix Kendrickson, Connie (vợ Felix), cùng Ivanhoe, người nói bóng gió về một cuộc tấn công sắp xảy ra.
Khi gọi điện đến trụ sở Klan ở Louisiana để xúc tiến việc nhận thẻ thành viên, Stallworth bắt đầu trò chuyện thường xuyên với "Đại phù thủy" David Duke. Lúc đó, Kendrickson dấy lên nghi ngờ rằng Zimmerman là người Do Thái và cố gắng bắt anh làm bài kiểm tra, nhưng Stallworth đã phát hiện ra âm mưu này rồi đập vỡ cửa sổ nhà bếp của Kendrickson để đánh lạc hướng. Cũng trong thời gian này, Stallworth bắt đầu hẹn hò với Patrice nhưng không nhắc đến việc mình là cảnh sát. Sau khi chuyển thông tin về các thành viên Klan cho CID, anh được một đặc vụ FBI tiết lộ rằng hai thành viên của chi nhánh là nhân viên NORAD.
Duke đến Colorado Springs để kết nạp Stallworth vào tổ chức. Lúc này, Stallworth thật được chỉ định làm vệ sĩ cho Duke, dù anh phản đối nhiệm vụ này. Khi Zimmerman đến buổi kết nạp, thì Connie rời khỏi buổi lễ để đặt bom tại một cuộc biểu tình của người da đen. Stallworth cũng nhận ra ý đồ của ả và lập tức báo ngay cho cảnh sát địa phương. Khi Connie nhận thấy sự hiện diện của cảnh sát tại cuộc biểu tình, ả quyết định chuyển sang kế hoạch B: đặt bom tại nhà của Patrice. Tuy nhiên, do quả bom không vừa với hộp thư nên Connie để nó dưới gầm xe của Patrice. Ngay tức khắc Stallworth đuổi theo Connie, nhưng các sĩ quan cảnh sát đã khống chế và đánh đập anh, bất chấp lời biện minh của Stallworth rằng anh đang thực hiện nhiệm vụ mật.
Kẻ chế tạo bom, tức Walker, nhận ra Zimmerman (vì trước đây anh từng tống hắn vào tù) và cảnh báo Felix. Walker, Felix cùng Ivanhoe liền lái xe đến ngôi nhà rồi đậu cạnh chiếc xe của Patrice (mà không nhận ra rằng quả bom được giấu dưới đó). Khi họ kích hoạt công tắc điều khiển thì quả bom phát nổ, giết chết cả ba người. Zimmerman đến và giải thoát cho Stallworth, còn Connie thì bị bắt giữ và đối mặt với bản án tù dài hạn. Tối hôm đó, khi Stallworth ăn mừng với Patrice thì Landers đến và quấy rối hai người, đồng thời thừa nhận y đã hành hung Patrice; Stallworth sau đó tiết lộ rằng anh đang đeo máy nghe lén, và Cảnh sát trưởng Bridges đến bắt giữ Landers vì tội hành hung.
Bridges chúc mừng thành công của nhóm nhưng lệnh cho họ phải kết thúc cuộc điều tra và thủ tiêu tất cả hồ sơ liên quan tới vụ án. Stallworth nhận được một cuộc gọi từ Duke, và sau một hồi ngập ngừng, anh liền nhấc máy rồi nói mỉa mai với Duke rằng anh là người da đen. Trong lúc Patrice và Stallworth bàn về tương lai của hai người, thì họ bị gián đoạn bởi một tiếng gõ cửa. Qua cửa sổ ở hành lang, họ nhìn thấy một cây thánh giá rực lửa trên sườn đồi, xung quanh nó là các thành viên Klan. Sau đó, bộ phim chuyển sang các đoạn tư liệu có thật về cuộc biểu tình Đoàn kết Cánh hữu năm 2017 rồi kết thúc với hình ảnh lá cờ Mỹ chuyển dần sang màu đen trắng.

## Diễn viên
- John David Washington vai Thám tử Ron Stallworth
- Adam Driver vai Thám tử Philip "Flip" Zimmerman
- Laura Harrier vai Patrice Dumas
- Topher Grace vai David Duke
- Jasper Pääkkönen vai Felix Kendrickson
- Ryan Eggold vai Walter Breachway
- Paul Walter Hauser vai Ivanhoe
- Ashlie Atkinson vai Connie Kendrickson
- Corey Hawkins vai Kwame Ture
- Michael Buscemi vai Jimmy Creek
- Ken Garito vai Trung sĩ Trapp
- Robert John Burke vai Cảnh sát trưởng Bridges
- Fred Weller vai Tuần tra viên Andy Landers
- Nicholas Turturro vai Walker
- Harry Belafonte vai Jerome Turner
- Alec Baldwin vai Tiến sĩ Kennebrew Beauregard
- Isiah Whitlock Jr. vai Ông Turrentine
- Damaris Lewis vai Odetta

## Sản xuất
Vào tháng 7 năm 2015, hai nhà biên kịch/đồng sản xuất là Charlie Wachtel và David Rabinowitz tìm thấy cuốn sách Black Klansman của Ron Stallworth. Họ đã phỏng vấn Stallworth rồi thảo ra một kịch bản đặc tả, sau đó giới thiệu kịch bản đến các nhà sản xuất Shaun Redick và Ray Mansfield. Sau đó, họ chuyển quyền sở hữu sang QC Entertainment - công ty đồng sản xuất bộ phim gây tiếng vang lớn năm 2017 Trốn thoát. Theo đó, QC lại hợp tác với công ty Blumhouse Productions của Jason Blum, cũng như công ty Monkeypaw Productions của Jordan Peele để sản xuất dự án.
Vào tháng 9 năm đó, Spike Lee ký hợp đồng với tư cách đạo diễn và John David Washington đang trong quá trình đàm phán để đóng vai chính. Tháng sau, Adam Driver, Laura Harrier, Topher Grace cùng Corey Hawkins gia nhập vào dàn diễn viên. Vào tháng 11, các diễn viên Paul Walter Hauser, Jasper Pääkkönen và Ryan Eggold lần lượt tham gia dự án, rồi đến lượt Ashlie Atkinson vào một tháng sau đó.
Tác phẩm bắt đầu bấm máy vào tháng 10 năm 2017. Ossining, New York là địa điểm được ghi hình vào tháng 10 năm đó. Ngoài ra, các địa điểm quay phim cũng bao gồm khu phố Quận Rockland thuộc Garnerville, New York, nơi quay các phân cảnh bên ngoài một đồn cảnh sát Colorado Springs.
Nam diễn viên Harry Belafonte đã xuất hiện trong bộ phim để kể lại vụ hành quyết Jesse Washington; theo Lee, ông đã yêu cầu đoàn phim của mình mặc áo com lê vào ngày quay cảnh có mặt Belafonte để tri ân nam diễn viên.
Đạo diễn Lee kết thúc bộ phim bằng một lời tri ân gửi đến nhà hoạt động chống phân biệt chủng tộc Heather Heyer, người đã thiệt mạng vào ngày 12 tháng 8 năm 2017 trong vụ tấn công xe hơi ở Charlottesville diễn ra khi cuộc biểu tình Đoàn kết Cánh hữu trở nên căng thẳng. Trên mộ của cô có ghi dòng chữ "Không phải là nơi cho sự thù hằn".

## Phát hành

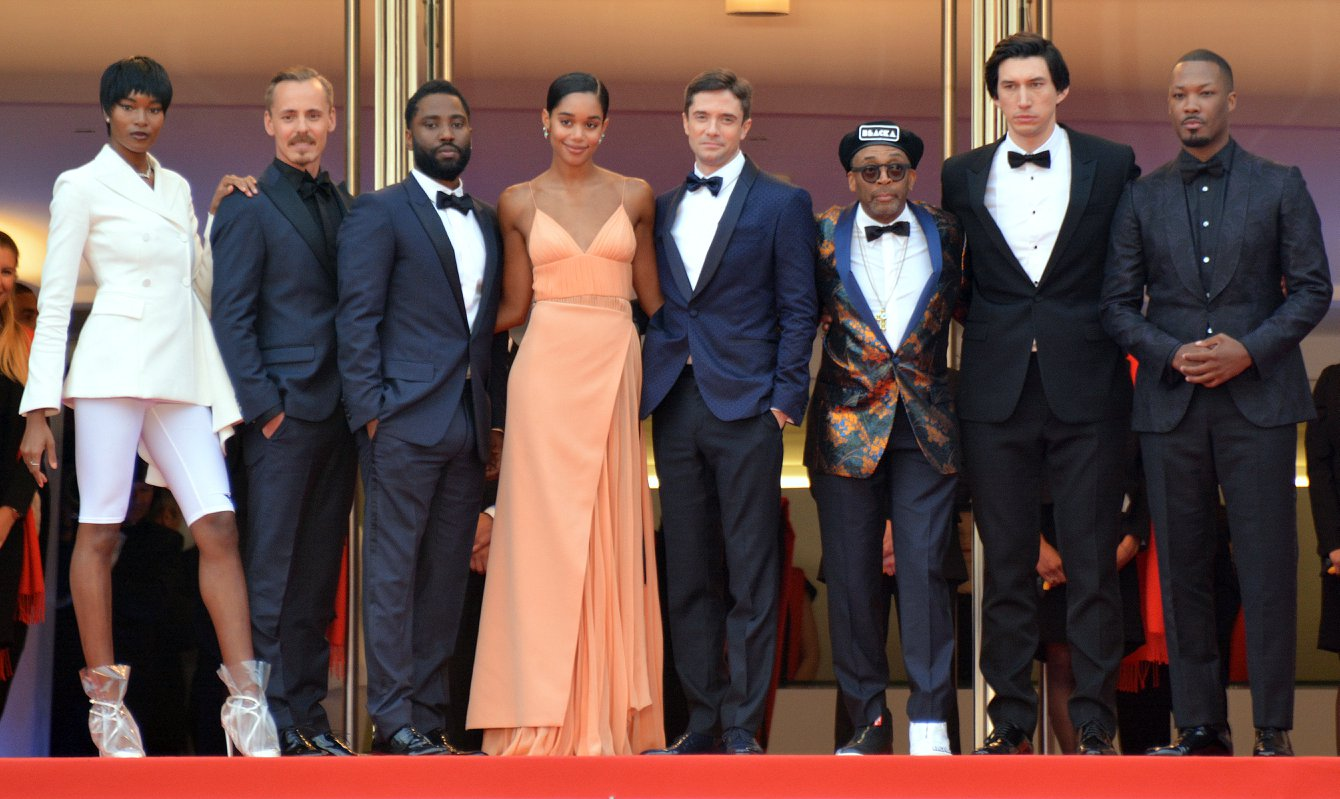
Spike Lee (thứ ba, từ phải sang) cùng dàn diễn viên của phim tại Liên hoan phim Cannes 2018

Vào ngày 12 tháng 4 năm 2018, BlacKkKlansman đã được chọn để tranh giải Cành cọ vàng tại Liên hoan phim Cannes 2018, diễn ra vào ngày 14 tháng 5. Tác phẩm ra mắt tại Hoa Kỳ vào ngày 10 tháng 8 năm 2018, trùng thời điểm với lễ kỷ niệm một năm sau cuộc biểu tình Charlottesville.

## Đón nhận

### Doanh thu
BlacKkKlansman đã thu về 49,3 triệu USD ở Hoa Kỳ và Canada cùng 44,1 triệu USD ở các lãnh thổ khác, với tổng doanh thu trên toàn thế giới là 93,4 triệu USD. Đây là một con số thành công khi so sánh với kinh phí bỏ ra là 15 triệu USD.
Tại Hoa Kỳ và Canada, BlacKkKlansman được phát hành cùng lúc với Slender Man: Gã không mặt và Cá mập siêu bạo chúa, dự kiến sẽ thu về khoảng 10 triệu USD từ 1.512 rạp trong tuần đầu công chiếu. Tác phẩm đã mang về được 3,6 triệu USD trong ngày đầu tiên (bao gồm cả 670.000 USD từ các bản xem trước vào tối thứ Năm). Phim tiếp tục ra mắt với 10,8 triệu USD, đứng thứ 5 tại phòng vé và đánh dấu tuần mở màn thành công nhất của Lee kể từ Inside Man (29 triệu USD) năm 2006. Tổng cộng bộ phim đã thu về 7,4 triệu USD trong tuần thứ hai và 5,3 triệu USD trong tuần thứ ba, lần lượt xếp ở vị trí thứ bảy và thứ tám.

### Đánh giá chuyên môn
Trên hệ thống tổng hợp kết quả đánh giá Rotten Tomatoes, bộ phim đạt tỷ lệ đồng thuận 96% dựa trên 442 bài đánh giá, với điểm số trung bình là 8,30/10. Các nhà phê bình trên trang web nhất trí rằng, "BlacKkKlansman tận dụng ưu thế lịch sử để đưa ra những lời bình luận đầy sâu cay về các sự kiện hiện tại, đồng thời còn mang lại  trong những tác phẩm đanh thép nhất của Spike Lee trong nhiều thập kỷ qua." Trên Metacritic, tác phẩm nhận được điểm trung bình có trọng số là 83/100 dựa trên 56 nhà chuyên môn, cho thấy "sự tán dương rộng rãi". Khi được khảo sát bởi CinemaScore, khán giả đã cho bộ phim điểm trung bình "A–" trên thang điểm từ A+ đến F, trong khi PostTrak thì báo cáo rằng những người xem phim đã cho bộ phim 85% điểm tích cực và 67% "chắc chắn sẽ giới thiệu tác phẩm".
Cây bút A. O. Scott khi viết cho tờ The New York Times, nhận định rằng bộ phim vừa mang tính chính trị vừa mang tính khiêu khích khi tạo lập một cuộc thảo luận hợp thời theo sau sự kiện Charlottesville. Ông tuyên bố, "Những người phản đối nạn phân biệt chủng tộc cam kết rằng họ có thể ngồi yên hoặc mỉm cười khi những lời nói đầy thù hận được thốt ra. Những phát ngôn đầy mỉa mai ấy sẽ lặp đi lặp lại một cách nghiêm trang. Điều gây sốc nhất về công việc gián điệp của nhân vật Flip là nó trông thật dễ dàng ra sao, ngoại hình và giọng nói của anh ấy tự nhiên như thế nào. Sự tin cậy đáng kinh ngạc này là một minh chứng cho khả năng của Driver trong việc lồng một màn trình diễn này vào bên trong màn trình diễn khác, nhưng nó cũng chứng minh cho một sự thật trần trụi và nghiệt ngã. Có lẽ không phải người da trắng nào cũng đều phân biệt chủng tộc, nhưng phân biệt chủng tộc là một trong những điều làm cho chúng ta da trắng..."

### Thành tựu
BlacKkKlansman đã giành giải Grand Prix tại Liên hoan phim Cannes. Sau đó, tác phẩm nhận được bốn đề cử tại Giải Quả cầu vàng, bao gồm cả Phim chính kịch hay nhất. Ngoài ra Lee cũng được đề cử cho hạng mục Phim truyện xuất sắc bởi Hiệp hội đạo diễn Hoa Kỳ, còn những nhà sản xuất thì nhận được đề cử tại Giải thưởng Hiệp hội các nhà sản xuất Hoa Kỳ cho Phim điện ảnh chiếu rạp hay nhất.
Bộ phim góp mặt tại lễ trao giải Lựa chọn của giới phê bình điện ảnh với bốn đề cử (gồm cả Phim hay nhất), bảy Giải Satellite (bao gồm Đạo diễn xuất sắc nhất cho Lee), đề cử tại hạng mục Giải Tinh thần độc lập cho Nam diễn viên phụ xuất sắc nhất cho Driver, đồng thời còn được xướng tên tại Giải SAG với ba đề cử, bao gồm Nam diễn viên chính xuất sắc nhất cho Washington. Ngoài ra, tác phẩm còn vinh dự góp mặt trong danh sách Top 10 Bộ phim của năm do Viện phim Mỹ bầu chọn.
BlacKkKlansman đã nhận sáu đề cử Oscar và giành giải Kịch bản chuyển thể xuất sắc nhất. Những hạng mục đề cử còn lại bao gồm Phim hay nhất, Đạo diễn xuất sắc nhất (cho Lee) và Nam diễn viên phụ xuất sắc nhất (cho Driver), Dựng phim xuất sắc nhất cùng Nhạc phim hay nhất (cho nhà soạn nhạc Terence Blanchard).

## Tính xác thực

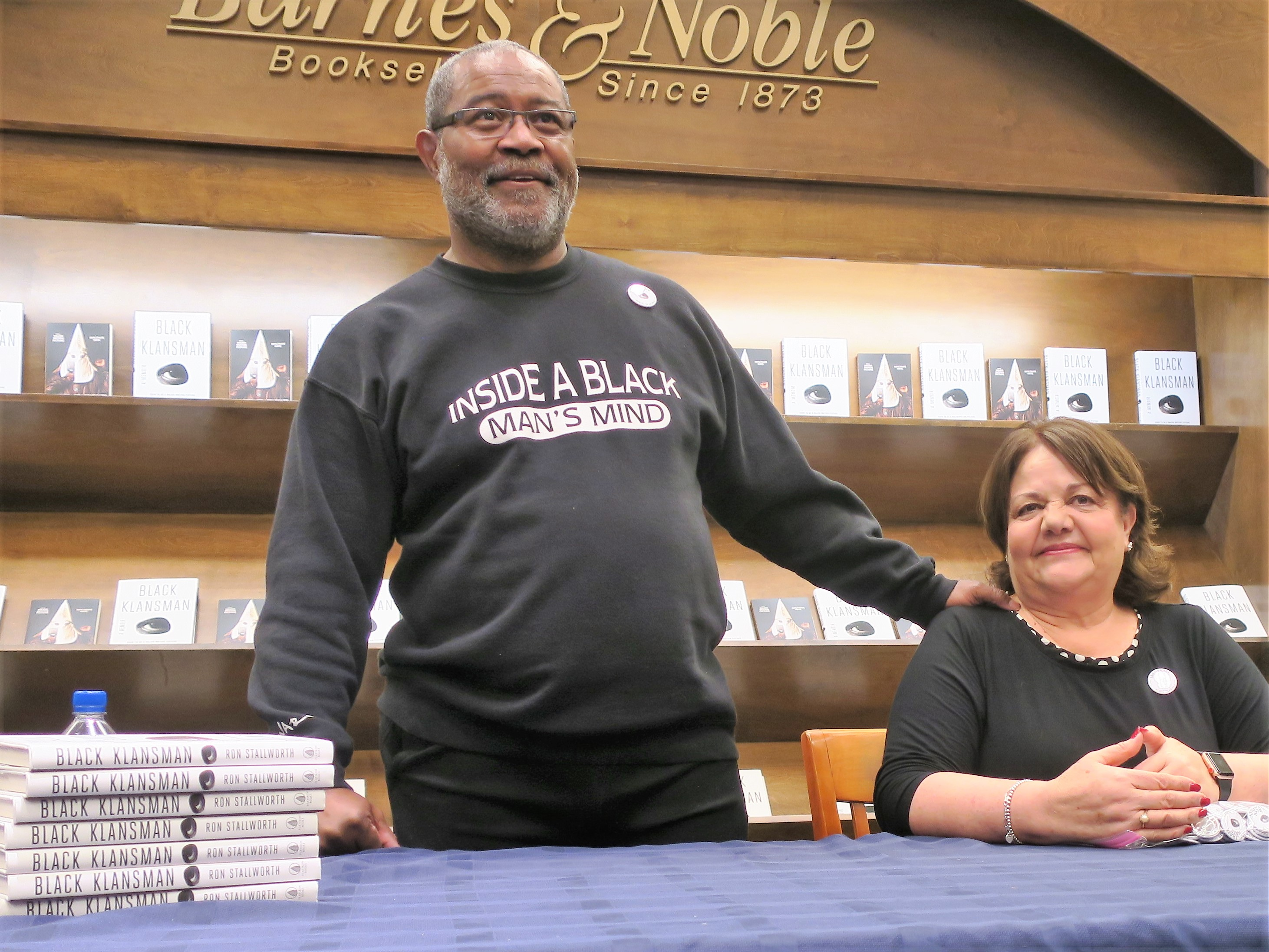
Stallworth tại một điểm ký tặng sách vào tháng hai năm 2019

Dù dựa trên những sự kiện có thật, tùy nhiên bộ phim vẫn kịch tính hóa một số tình tiết:
- Cuộc điều tra diễn ra từ năm 1978 đến năm 1979, trong khi đó bộ phim lại lấy bối cảnh năm 1972. (David Duke không phải là Đại phù thủy cho đến năm 1974, và Stokely Carmichael không đổi tên thành Kwame Ture cho đến năm 1978.)
- Danh tính thực sự của cộng sự Stallworth vẫn còn là dấu hỏi lớn, hơn nữa cuốn hồi ký chỉ gọi ông ấy là "Chuck"; ông ấy cũng không phải là người Do Thái như mô tả trong phim. Ngoài ra còn có một sĩ quan da trắng thứ hai ("Jim") hoạt động bí mật cùng với Chuck.
- Stallworth cùng các sĩ quan khác không bao giờ vạch trần và bắt giữ một cảnh sát phân biệt chủng tộc (như được mô tả trong phim), dù trong cuốn hồi ký ông có đề cập đến một sĩ quan đã bắn chết một cậu bé nhưng lại được các nhân viên thực thi pháp luật bảo vệ.
- Stallworth đã làm công tác bảo vệ, gặp gỡ và chụp ảnh với Duke khi ông ta đến thăm Colorado, mặc dù đây là một cuộc tụ họp thân mật hơn nhiều so với buổi lễ hoành tráng được khắc họa trong phim.
- Âm mưu đánh bom Hiệp hội sinh viên da đen là hư cấu, mặc dù Stallworth lưu ý rằng Chi nhánh Klan đã có kế hoạch tấn công một quán bar đồng tính nam ở địa phương.
- Nhân vật Patrice không có thật, dù Stallworth có đề cập đến việc hẹn hò với một cô gái trẻ trong lúc điều tra.
- Stallworth không bao giờ gọi Duke để nói rằng ông chính là người da đen. Duke đã không nhận ra điều này cho đến khi ông được một phóng viên yêu cầu xác thực lại câu chuyện vào năm 2006.